# 大谷直子
大谷 直子（おおたに なおこ、1950年〈昭和25年〉4月3日 - ）は、日本の女優。東京都足立区出身。東京都立赤羽商業高等学校卒業。フロム・ファーストプロダクション所属。元夫は松山政路および清水綋治。娘は女優の華子。

## 来歴・人物
東京・北千住の下町に育つ。
高校在学中の1968年、知人が本人に知らせずに応募した岡本喜八監督の『肉弾』の一般公募で300人の応募者の中から合格、スクリーン・デビューを果たす。
『肉弾』での演技がNHKのドラマ制作者の目に留まり、翌1969年のNHK連続テレビ小説『信子とおばあちゃん』でヒロイン・小宮山信子役に抜擢されて、平均視聴率37.8％、最高視聴率46.8％を記録した同作品の主演を1年間にわたり務めて一躍人気を博す。
1980年、鈴木清順監督の映画『ツィゴイネルワイゼン』に主演して一人二役を演じ、第4回日本アカデミー賞優秀主演女優賞並びにキネマ旬報主演女優賞を受賞。
1981年、妊婦ヌード写真集『直子 - 受胎告知』を発表。
1983年、芸術選奨文部大臣新人賞を受賞。
1993年、映画『橋のない川』で第7回高崎映画祭最優秀助演女優賞、および第2回日本映画批評家大賞審査員特別賞を受賞。
2004年、映画『蛇イチゴ』で第18回高崎映画祭最優秀助演女優賞。
2007年秋に癌細胞の影響で骨がもろくなり、背骨を圧迫骨折。精密検査でステージ4の悪性リンパ腫と診断。余命3か月の宣告を受けた。1か月の入院と続く通院による抗がん剤・抗体薬での治療を経て、半年後に治療を終了。4年間の療養生活を経て体力も回復し、2012年公開の映画『希望の国』で復帰した。
2013年、映画『希望の国』および長年の功績により第22回日本映画プロフェッショナル大賞特別賞を受賞。
私生活では、1971年から1974年まで松山省二（現・松山政路）、1979年から1994年まで清水綋治との2回の結婚・離婚を経て、1人で3人の子を育てた。

## 出演

### テレビドラマ

#### NHK
- 連続テレビ小説 信子とおばあちゃん（1969年 - 1970年） - 主役・小宮山信子 役
- 銀河ドラマ→銀河テレビ小説
  - 風の中の女（1971年）
  - 女であること（1972年） - 妙子 役
  - 雨やどり（1975年） - 邦子 役
  - 影は崩れた（1976年）
  - あるときは妻（1989年）
- 恋の旅-母の（1972年）
- 赤ひげ 第2話「狂女」（1972年） - おゆみ 役
- 大河ドラマ
  - 勝海舟（1974年） - 順（佐久間瑞枝） 役
  - 草燃える（1979年） - 牧の方 役
  - 北条時宗（2001年） - 藤泉尼 役
  - 軍師官兵衛（2014年） - 土田御前 役
- 影は崩れた（1976年）
- 花に棲む [13]（1976年）
- 斑鳩の白い道の上に（1976年）
- 土曜ドラマ
  - 鎌田敏夫シリーズ 十字路 第一部第2話「出雲編 故郷」（1978年） - 麻田典江 役
  - 松本清張シリーズ・天城越え（1978年） - 主演・大塚ハナ 役
- 詐欺師（1980年）
- 特集ドラマ 黄色い髪（1989年） - 保子 役
- 夜に海輝き（1991年7月30日）
- まどろみの暗示〜ホスピスにて（1983年）
- ドラマスペシャル 虹のある部屋（1988年）
- ゲームの達人（2000年）
- トトの世界（2001年） - 羽生田瑞穂 役
- 君を見上げて（2002年）
- 慶次郎縁側日記 1-3（2004年 - 2006年）
- 最後のカチンコ〜新藤兼人・乙羽信子〜（2012年） - 乙羽信子 役
- プレミアムドラマ 人生、成り行き 天才落語家・立川談志 ここにあり 後編（2013年、NHK BSプレミアム） - 則子 役
- ザ・プレミアム ドキュメンタリードラマ 戦後ゼロ年（2015年、NHK BSプレミアム）

#### 日本テレビ系
- 右門捕物帖 第10話「消えた献上品」（1969年）
- 青春太閤記 いまにみておれ!（1970年）
- ファミリー劇場「もう一つの青春」（1971年）
- 夫婦学校
  - 第1シリーズ 第8話「ケチケチ亭主ばんざい!」（1971年）
  - 最終シリーズ 第6話「意地っぱり夫婦」（1972年）
- 月曜スター劇場「あの橋の畔で」第6話・第14話（1972年）
- 夫婦日記 第4話「生まれる?!」（1973年）
- 薔薇夫人（1975年）
- 野わけ（1975年）
- 特選サスペンス 黒いカーテン（1979年）
- 木曜ゴールデンドラマ
  - 愛した翔んだそして散った! オリンピックゴールド・メダリスト 西中尉その愛と戦い（1980年）
  - 北のめぐり逢い 殺人犯の妻、禁じられた愛の逃亡!（1982年）
  - 愛に堕ちた女（1982年）
  - 妻の蒸発（1983年）
  - 秘密〜あの人は殺人者ではない!人妻の決死の告白（1983年）
  - 誘拐!脅迫!（1983年）
  - 幼児誘拐（1984年）
  - 疑惑（1985年）
  - 姉妹（1986年）
  - 妻の疑惑（1989年）
  - 骨牌の城 嫁姑合戦（1990年）
- 火曜サスペンス劇場
  - 空白迷路（1982年）
  - 家族の48時間（1998年） - 工藤明子 役
  - 1998年殺人捜査（1998年） - 中西晴美 役
  - 苦い夜（1999年） - 山岡めぐみ 役
  - 警視庁鑑識班11「白骨死体を我が子と絶対に認めない父と母の六年前の心の闇」（2001年） - 池内美子 役
  - 下町・銭湯騒動記3「轢き逃げの罠に怯える二人の母親 ー 10年前の悪夢と同じペガサス絵に復讐の炎」（2003年） - 小林仁美 役
- 水曜グランドロマン
  - 女性騎手誕生（1990年）
- オンリー・ユー〜愛されて〜（1996年）
- 隣人は秘かに笑う（1999年）
- Pure Soul〜君が僕を忘れても〜（2001年）- 高原恵子
- サイコドクター 第5話（2002年）
- 14ヶ月 〜妻が子供に還っていく〜 第9話（2003年）
- ライオン先生（2003年）
- 天国のダイスケへ〜箱根駅伝が結んだ絆〜（2003年）
- 87%（2005年）
- DRAMA COMPLEX
  - 塀の中の懲りない女たち 〜宇都宮刑務所2006（2006年）
  - P・ハート 〜子供嫌いの小児科医物語〜（2006年）
- 24時間テレビドラマスペシャル「はなちゃんのみそ汁」（2014年） - 安武美登里 役

#### TBS系
- ポーラテレビ小説 三人の母（1968年） - お清 役
- 大岡越前 第1部 第10回「裁かれる者は」（1970年） - お菊 役
- 木下恵介・人間の歌シリーズ
  - 冬の旅（1970年）
  - 俄＝浪華遊侠伝 第8話 - 第10話（1970年） - 小春 役
  - 冬の雲（1971年） - みどり 役
  - 冬の華（1971年）
- おやじ火山（1970年、朝日放送）
- 東芝日曜劇場
  - （第759回）噂（1971年）
  - （第776回）二十ちがい（1971年）
  - （第792回）さらば冬の日（1972年）
  - （第803回）800回記念番組 ひとひらの雲（1972年）
  - （第1056回）それでも春（1976年） - 佳代 役
  - （第1350回）坂道（1982年）
  - （第1455回）霧の立つ朝
- 十手野郎捕物控 第7話（1971年）
- 木下恵介アワー 「炎の旅路」（1973年 - 1974年）
- 暗闇仕留人 第23話「晴らして候」（1974年） - おその 役
- 隠し目付参上（1976年）
- 青春の門 筑豊編（1976年）
- 江戸特捜指令 第1話「忽然! 荒野に大名屋敷が」（1976年）
- お菓子放浪記（1976年）
- 悪妻行進曲（1977年）
- 横溝正史シリーズII 真珠郎（1978年） - ユミ 役
- 七人の刑事 第22話「さよならサッポロ」（1978年）
- 冬の花火（1979年）
- 不毛地帯（1979年） - 秋津千里 役
- 四季 奈津子（1980年）
- 愛の教育（1980年） - 藤代 役
- コカコーラスペシャル 女ともだち-誰のものでもない私の人生-（1982年）
- アイコ16歳（1982年）
- ザ・サスペンス
  - 松本清張のゼロの焦点（1983年） - 室田佐知子 役
  - 還らざる海（1983年）
  - 黄色の誘惑（1983年）
- 黒革の手帖（1984年） - 原口元子 役
- 水曜ドラマスペシャル「家政婦・織枝の体験」（1985年）
- 大人になるまでガマンする（1986年）
- ガキ大将がやって来た！(1987年)
- 泣くなセン!燃える男 〜星野仙一物語（1988年）
- 命みじかく（1992年）
- 説得 エホバの証人と輸血拒否事件（1993年、TBS）
- 金田一耕助の傑作推理17 三つ首塔（1993年） - 宮本薫 役
- みちのく温泉逃避行（1994年）
- 月曜ミステリー劇場ざこ検事 潮貞志の事件簿（2002年）
- ナポレオンの村 第1話（2015年7月19日） - 井川登美子 役

#### フジテレビ系
- 銭形平次 第230話「盗まれた名画」（1970年） - お染 役
- おんなの劇場 「霧氷の影」（1970年）
- おにぎり母さん（1971年）
- 四騎の会ドラマシリーズ 「愛子よ眠れ」（1972年）
- 白雪劇場 「川端康成名作シリーズ 雪国」（1973年）
- 運命峠（1974年）
- 座頭市物語 第14話「赤ン坊喧嘩旅」（1974年）
- 痛快!河内山宗俊 第9話「罠にはまった中仙道」（1975年）
- 火炎樹（1978年）
- 日曜恐怖シリーズ1 第5話「白髪鬼」（1978年）
- 新・座頭市III 第7話「ゆびきりげんまん」（1979年）
- 雲霧仁左衛門（1979年）
- 怒りの季節（1980年）
- 花王名人劇場「裸の大将放浪記 第2話 欲張りの人も沢山いるので」（1980年） - 梅子 役
- 時代劇スペシャル 旗本やくざ 大江戸喧嘩帳（1982年、CX） - おうめ 役
- リラックス〜松原克己の日常生活（1982年11月13日、関西テレビ） - 紀子 役
- 大奥（1983年） - 春日局 役 
  - 第1話「大奥誕生」
  - 第2話「生みの母 育ての母」
  - 第3話「陰謀の毒薬」
- 金曜女のドラマスペシャル （フジテレビ）
  - 殺意 城下町愛欲変死事件（1984年）
  - わたしが裁く（1985年）
- 夏樹静子サスペンス「突然の朝」（1986年）
- 女性作家サスペンス「人生の定年」（1988年）
- 松本清張サスペンス・潜在光景（1988年）
- 夏樹静子サスペンス「狙われて」（1990年）
- 並木家の人々（1993年）
- 都合のいい女（1993年）
- その時がきた（1997年）
- 金曜エンタテイメント 松本清張七回忌特別企画・薄化粧の男（1998年） - 草村淳子 役
- 天体観測（2002年）
- 西村京太郎スペシャル 十津川警部夫人の旅情殺人推理1（2003年）
- SMOKING GUN〜決定的証拠〜 第10話（2014年） - 一ノ瀬鈴子 役
- 新春ドラマスペシャル 大使閣下の料理人（2015年） - 倉木三奈子 役
- いつかこの恋を思い出してきっと泣いてしまう 第1話（2016年1月18日） - 林田知恵 役

#### テレビ朝日系
- ポーラ名作劇場
  - たそがれに愛をこめて（1970年）
  - 築地川（1972年） - 万里子 役
  - さきに愛ありて（1974年）
- 霧の感情飛行（1975年）
- 必殺シリーズ（松竹 / ABC）
  - 必殺からくり人・血風編 第8話「帰らぬ愛に泣く紅い旅」（1976年） - おはつ 役
  - 新・必殺仕事人 第31話「主水蜂にゴマする」（1982年） - おもと 役
- 破れ奉行（1977年）
- 土曜ワイド劇場
  - 夏の海にご用心（1977年）
  - 目撃者なし（1978年） - ナオミ 役
  - 松本清張の聞かなかった場所（1979年）
  - 戻り川心中 涙で捧げる天才犯罪（1982年）
  - 殺人日記 夫を妹に奪られた!妻が仕組んだ完全犯罪（1982年）
  - 未婚の母 遺産相続殺人事件 姉が恋人を奪った!（1982年）
  - 西村京太郎トラベルミステリー再婚旅行殺人事件（1982年）
  - 湖中の女 美しい社長夫人の完全犯罪 「殺してくれる?」（1985年）
  - 時効を待つ女（1989年）
  - 京都殺人案内21（2001年）
  - おとり捜査官・北見志穂6（2004年）
- 陳舜臣の神獣の爪（1980年）
- ゴールデンワイド劇場「代理母 対決!契約妊娠にかけた女の闘い」（1982年） - はるみ 役
- 春の傑作推理劇場 ラストチャンス（1982年）
- 月曜ワイド劇場
  - 妻は夫に何を与えたか 中年夫婦のSEX危機!（1984年）
  - 蒸発妻・別居妻（1984年）
  - すりかわった恋人 獄中のペンフレンド、わたしはニセ者に抱かれた!（1985年）
  - 覚せい剤が少女を犯す!13歳女子中学生ラブホテル殺人事件（1985年）
- 家政婦は見た! 第12話（1997年）
- つぐみへ…〜小さな命を忘れない〜（2000年） - 吉村比佐枝 役
- TRICK（2003年）
- おみやさん 第5シリーズ 第6話（2006年）
- ドクターX〜外科医・大門未知子〜 第1話（2014年） - 毒島晴子  役
- おかしな刑事 第15作「消えた遺言書 内縁の夫が次々と死ぬ…疑惑の女と娘の遺産争い 婚活パーティ潜入捜査！」（2017年） - 乾チカ子 役
- 特捜9（2018年） - 三橋涼子 役

#### テレビ東京系
- 新・木枯し紋次郎 第20話「甲州路の黒い影」（1978年） - お美代 役
- 竜馬がゆく（1982年） - おりょう  役
- ドラマ女の手記「華麗なる人妻強盗」（1987年）
- 積木くずし - 崩壊（1994年）
- 女と愛とミステリー
  - 旅行作家・茶屋次郎４「熊野川殺人事件」（2004年） - 袋田和子 役
- 水曜ミステリー9
  - 警視庁黒豆コンビ3 海に消えた欲望（2007年） - 中村静江 役
  - 北アルプス山岳救助隊・紫門一鬼10 白馬・唐松岳殺人ルート（2008年）
  - 不倫調査員・片山由美11 京都伏見・月下美人殺人事件（2011年） - 飯島節子 役
  - 信州あづみ野の名刑事 道原伝吉の捜査行 長崎・雲仙・島原 湯煙地獄（2012年） - 中留詩子 役
  - 北海道警事件ファイル 警部補 五条聖子3 登別室蘭殺人事件（2015年） - 芳村佐江 役
- 山本周五郎 人情時代劇 第1話「なみだ橋」（2015年） - お兼 役

#### WOWOW
- 人質の朗読会（2014年） - 平澤咲子 役

### 映画
- 肉弾（1968年）
- やくざ絶唱（1970年）
- 激動の昭和史 沖縄決戦（1971年） - 抵抗する若い女 役[14]
- 座頭市御用旅（1972年）
- 脱獄広島殺人囚（1974年）
- 日本任侠道 激突篇（1975年）
- やさぐれ刑事（1976年）
- 大空のサムライ（1976年） - 本田幸子 役[14]
- 日本の首領 完結篇（1978年）
- トラック野郎・一番星北へ帰る（1978年）
- ブルークリスマス（1978年）
- 英霊たちの応援歌 最後の早慶戦（1979年）
- ツィゴイネルワイゼン（1980年）
- 徳川一族の崩壊（1980年）
- 海峡（1982年）
- ダブルベッド（1983年）
- 哀しい気分でジョーク（1985年）
- ミシマ:ア・ライフ・イン・フォー・チャプターズ（1985年）
- 恋人たちの時刻（1987年）
- 風のあるぺじお（1987年）
- ハリマオ（1989年）
- 橋のない川（1992年）
- 生きたい（1999年）
- 船を降りたら彼女の島（2003年）
- 蛇イチゴ（2003年）
- サヨナラCOLOR（2005年）
- あなたを忘れない（2007年）
- 1303号室（2007年）
- ワラライフ!!（2011年）
- 希望の国（2012年）
- 利休にたずねよ（2013年）
- 痛くない死に方（2021年）

### 吹き替え
- 郵便配達は二度ベルを鳴らす（コーラ・パパダキス〈ジェシカ・ラング〉）

### CM
- JR東日本 TRAiNG「カシオペア」篇

### 舞台
- 子を貸し屋（芸術座）
- 冬の旅（日生劇場）
- 人生劇場（1973年、日生劇場） - お袖 役
- 大菩薩峠（1985年、本多劇場）
- 殺人者（2007年、東京グローブ座）

## 書籍

### 写真集
- 大谷直子写真集 直子 - 受胎告知（1981年5月、集英社）

## 受賞
- 第4回日本アカデミー賞 優秀主演女優賞（『ツィゴイネルワイゼン』）
- 第54回キネマ旬報ベスト・テン 主演女優賞（『ツィゴイネルワイゼン』）
- 1983年芸術選奨文部大臣新人賞
- 第7回高崎映画祭 最優秀助演女優賞（『橋のない川』）
- 第18回高崎映画祭 最優秀助演女優賞（『蛇イチゴ』）
- 第2回日本映画批評家大賞 審査員特別賞
- 第22回日本映画プロフェッショナル大賞 特別賞（『希望の国』および長年の功績に対して）[15]